# Франко Модиљани
Франко Модиљани (итал. Franco Modigliani; Рим, 18. јун 1918 — Кембриџ, 25. септембар 2003) био је италијанско-амерички економиста и добитник Нобелове награде из економије.
Рођен у Риму, Италију је напустио 1939. године због свог јеврејског порекла и антифашистичких ставова. Одлази у Париз где је исте године оженио Серену. Због заоштравања односа у западној Европи аплицира за имигрантску визу САД. Само два дана пре почетка Другог светског рата Франко са породицом стиже у Њујорк. Недуго затим конкурише за стипендију намењену европским избеглицама помоћу које усавршава знање из економије. Од 1942. до 1944. ради као асистент економије и статистике на Универзитету Колумбија и Берд колеџу.
Уз Милера Мертона формулисао је Милер-Модиљанијеву теорему о корпоративним финансијама. Он је показао да под одређеним претпоставкама на вредност фирме не утиче да ли је она финансирана капиталом (продаја акција) или дугом (позајмљеним новцем).
Модиљани је такође био зачетник тезе о животном циклусу потрошње која је касније послужила Фридману да је уобличи у хипотезу о перманентном дохотку. Сматрао је да промена потрошње не прати апсолутне промене дохотка већ животни циклус дохотка. Закључио је да је потрошња константна током живота и да се мора штедети због неизвесне будућности и остављања наследства.